# Hygrofaan
Hygrofaan verwijst naar de kleurverandering van paddenstoelweefsel (vooral de hoedoppervlakte) als het water verliest of absorbeert, waardoor de hoed transparanter wordt wanneer hij nat is en ondoorzichtig wanneer hij droog is. 
Met het identificeren van hygrofane soorten moet men zeer zorgvuldig zijn wanneer men de passende kleuren met foto's of beschrijvingen vergelijkt, omdat de kleur zeer snel na het plukken kan veranderen. 
De soorten die als hygrofaan gekenmerkt worden behoren tot de geslachten Agrocybe, Psathyrella, Psilocybe, Panaeolus en Galerina.